# Warren (Rhode Island)
Warren (auch Rehoboth) ist eine Gemeinde im Bristol County im US-Bundesstaat Rhode Island. Sie ist 8,6 Quadratmeilen (22,4 km²) groß. Das U.S. Census Bureau hat bei der Volkszählung 2020 eine Einwohnerzahl von 11.147 ermittelt. Die Gemeinde ist nach dem britischen Admiral Sir Peter Warren aus dem 18. Jahrhundert benannt.

## Geografie, Verkehr
Warren befindet sich am Nordostufer der Narraganset-Bucht sowie am Ostufer des Warren direkt an seiner Mündung in die Bucht. Die Stadt liegt etwa 9,3 Meilen (15 km) südöstlich der Hauptstadt Providence und etwa 6,9 Meilen (11,1 km) von Fall River im US-Bundesstaat Massachusetts entfernt. Nachbargemeinden sind Bristol im Süden, Barrington im Westen am gegenüberliegenden Ufer des Warren sowie im Norden und Osten Swansea in Massachusetts.
Warren liegt etwas abseits der Hauptverkehrswege zwischen Providence und Fall River. Die Interstate 195 verläuft etwa 3,2 Meilen (5,15 km) nördlich des Ortskerns, etwas weiter südlich parallel dazu die U.S. Route 6. Etwa auf halber Höhe zur Autobahn verläuft die Staatsgrenze nach Massachusetts.
Die einstigen Bahnstrecken nach Providence, Bristol und Fall River sind abgebaut. Auf der Trasse von Providence nach Bristol verläuft der Radwanderweg East Bay Bike Path.

## Geschichte
Ursprünglich stand an Stelle der heutigen Ortschaft das Wampanoag-Dorf Sowams, deren Sachem der bekannte Massasoit war. Kontakte zu den Pilgervätern im 57 km entfernten Plymouth gab es bereits kurz nach deren Landung. Die Siedlung wurde im Laufe der Zeit zweimal durch Kriegseinwirkung zerstört, einmal im Pequot-Krieg 1637 und dann im Unabhängigkeitskrieg 1775.
Die vorherrschenden Industriezweige veränderten sich etwa alle 50 Jahre. Mitte des 18. Jahrhunderts war es der Walfang, in der ersten Hälfte des 19. Jahrhunderts der Schiffbau, in der zweiten Hälfte jenes Jahrhunderts die Textilindustrie. Seit 1947 ist es wiederum der Schiffbau, vor allem für Fähren, Fischkutter und Yachten. 

## Sehenswürdigkeiten
Der Ortskern ist von Gebäuden im Viktorianischen Stil und Historismus geprägt. Ein großer Teil zählt zum Warren Waterfront Historic District und steht damit unter Ensembleschutz. Im Einzelnen sind noch zu erwähnen:
- Charles R. Carr Collection, Indianermuseum
- First United Methodist Church, die älteste Methodistenkirche in Rhode Island, erbaut 1789
- Masonic Temple: älteste Freimaurerloge in Rhode Island
- St. Mark's Episcopal Church, erbaut 1830
- Warren Baptist Church, erbaut 1844

## Söhne und Töchter der Stadt
- Frank Collins Baker (1867–1942), Malakologe, Paläontologe und Ökologe
- Russell Joseph McVinney (1898–1971), Bischof von Providence
- Nathan Miller (1743–1790), Politiker
- Thomas G. Turner (1810–1875), Politiker